# Asian Open Figure Skating Trophy de 2018
Asian Open Figure Skating Trophy de 2018 foi a décima primeira edição do Asian Open Figure Skating Trophy, um evento anual de patinação artística no gelo e que fez parte do Challenger Series de 2018–19. A competição foi disputada entre os dias 1 de agosto e 5 de agosto, na cidade de Bangkok, Tailândia.

## Eventos
- Individual masculino
- Individual feminino
- Duplas
- Dança no gelo

## Medalhistas
| Evento                        | Ouro                            | Prata                                             | Bronze                                      |
| Individual masculino detalhes | Sōta Yamamoto · Japão           | Chih-I Tsao · Taipé Chinesa                       | Byun Se-jong · Coreia do Sul                |
| Individual feminino detalhes  | Lim Eun-soo · Coreia do Sul     | Yuna Shiraiwa · Japão                             | Mako Yamashita · Japão                      |
| Duplas detalhes               | Peng Cheng · Jin Yang · China   | Ryom Tae-ok · Kim Ju-sik · Coreia do Norte        | nenhum outro competidor                     |
| Dança no gelo detalhes        | Wang Shiyue · Liu Xinyu · China | Rachel Parsons · Michael Parsons · Estados Unidos | Misato Komatsubara · Timothy Koleto · Japão |

## Resultados

### Individual masculino
| Pos.              | Nome             | Nacionalidade   | Pontos | PC         | PL         |
| ----------------- | ---------------- | --------------- | ------ | ---------- | ---------- |
| Medalha de ouro   | Sōta Yamamoto    | Japão           | 198.92 | 57.92 (6)  | 141.00 (1) |
| Medalha de prata  | Chih-I Tsao      | Taipé Chinesa   | 195.40 | 65.57 (1)  | 129.83 (2) |
| Medalha de bronze | Byun Se-jong     | Coreia do Sul   | 193.38 | 65,47 (2)  | 127.91 (3) |
| 4                 | Mitsuki Sumoto   | Japão           | 182.39 | 63.65 (3)  | 118.74 (4) |
| 5                 | Artem Lezheev    | Rússia          | 170.31 | 54.49 (7)  | 115.82 (5) |
| 6                 | Harrison Wong    | Hong Kong       | 166.26 | 58.78 (4)  | 107.48 (6) |
| 7                 | Park Sung-hoon   | Coreia do Sul   | 163.76 | 58.62 (5)  | 105.14 (8) |
| 8                 | James Min        | Austrália       | 155.22 | 49.00 (9)  | 106.22 (7) |
| 9                 | Park Geon-woo    | Coreia do Sul   | 146.79 | 43.03 (11) | 103.76 (9) |
| 10                | Charlton Doherty | Austrália       | 137.75 | 47.82 (10) | 89.93 (10) |
| 11                | Han Kwang-bom    | Coreia do Norte | 135.81 | 53.15 (8)  | 82.66 (13) |
| 12                | Jordan Dodds     | Austrália       | 126.13 | 41,3 (13)  | 84.83 (12) |
| 13                | Chadwick Wang    | Singapura       | 121.07 | 34.57 (17) | 86.50 (11) |
| 14                | Leslie Ip        | Hong Kong       | 117.50 | 35.30 (16) | 82.20 (14) |
| 15                | Chih-Sheng Chang | Taipé Chinesa   | 116.51 | 41.57 (12) | 74.94 (15) |
| 16                | Kwun Hung Leung  | Hong Kong       | 104.30 | 35.55 (15) | 68.75 (16) |
| 17                | Alberto Widjaja  | Indonésia       | 101.86 | 36.85 (14) | 65.01 (17) |

### Individual feminino
| Pos.              | Nome                       | Nacionalidade  | Pontos | PC         | PL         |
| ----------------- | -------------------------- | -------------- | ------ | ---------- | ---------- |
| Medalha de ouro   | Lim Eun-soo                | Coreia do Sul  | 184.33 | 68.09 (1)  | 116.24 (2) |
| Medalha de prata  | Yuna Shiraiwa              | Japão          | 173.01 | 54.47 (4)  | 118.54 (1) |
| Medalha de bronze | Mako Yamashita             | Japão          | 163.45 | 50.97 (6)  | 112.48 (3) |
| 4                 | Yi Christy Leung           | Hong Kong      | 161.01 | 57.99 (3)  | 103.02 (4) |
| 5                 | Starr Andrews              | Estados Unidos | 159.76 | 62.60 (2)  | 97.16 (5)  |
| 6                 | Chen Hongyi                | China          | 140.88 | 53.06 (5)  | 87.82 (6)  |
| 7                 | Amy Lin                    | Taipé Chinesa  | 121.58 | 44.40 (7)  | 77.18 (7)  |
| 8                 | Hiu Ching Kwong            | Hong Kong      | 116.25 | 44.14 (8)  | 72.11 (8)  |
| 9                 | Joanna So                  | Hong Kong      | 97.82  | 32.38 (9)  | 65.44 (9)  |
| 10                | Yoon Seo-young             | Coreia do Sul  | 84.47  | 27.84 (10) | 56.63 (10) |
| 11                | Stephanie Yuung-Shuh Chang | Taipé Chinesa  | 72.73  | 23.90 (11) | 48.83 (11) |
| 12                | Erika Sanjaya              | Indonésia      | 69.84  | 21.60 (12) | 48.24 (12) |
| WD                | Thita Lamsam               | Tailândia      | —      | — (WD)     |            |

### Duplas
| Pos.             | Nome                     | Nacionalidade   | Pontos | PC        | PL         |
| ---------------- | ------------------------ | --------------- | ------ | --------- | ---------- |
| Medalha de ouro  | Peng Cheng / Jin Yang    | China           | 206.42 | 71.54 (1) | 134.88 (1) |
| Medalha de prata | Ryom Tae-ok / Kim Ju-sik | Coreia do Norte | 173.20 | 60.40 (2) | 112.80 (2) |

- Nota: Para esta categoria, o Asian Open Figure Skating Trophy de 2018 foi considerado apenas como uma competição internacional, uma vez que o número mínimo de inscrições para o Challenger Series não foi atingido.[11] Para duplas, o número mínimo é cinco entradas de pelo menos três membros da ISU.[12]

### Dança no gelo
| Pos.              | Nome                                 | Nacionalidade   | Pontos | PC        | PL        |
| ----------------- | ------------------------------------ | --------------- | ------ | --------- | --------- |
| Medalha de ouro   | Wang Shiyue / Liu Xinyu              | China           | 160.54 | 63.60 (2) | 96.94 (1) |
| Medalha de prata  | Rachel Parsons / Michael Parsons     | Estados Unidos  | 157.13 | 64.47 (1) | 92.66 (3) |
| Medalha de bronze | Misato Komatsubara / Timothy Koleto  | Japão           | 154.75 | 61.28 (3) | 93.47 (2) |
| 4                 | Chantelle Kerry / Andrew Dodds       | Austrália       | 123.23 | 43.59 (5) | 79.64 (4) |
| 5                 | Ning Wanqi / Wang Chao               | China           | 116.89 | 43.71 (4) | 73.18 (5) |
| 6                 | Phyo Yong-myong / Choe Min           | Coreia do Norte | 91.64  | 34.82 (6) | 56.82 (6) |
| WD                | Suthatta Yilansuwan / Karn Luanpreda | Tailândia       | —      | — (WD)    |           |

## Quadro de medalhas
| Ordem | País            | Medalha de ouro | Medalha de prata | Medalha de bronze |    | Ordem por total |
| ----- | --------------- | --------------- | ---------------- | ----------------- | -- | --------------- |
| 1     | China           | 2               |                  |                   | 2  | 2               |
| 2     | Japão           | 1               | 1                | 2                 | 4  | 1               |
| 3     | Coreia do Sul   | 1               |                  | 1                 | 2  | 2               |
| 4     | Coreia do Norte |                 | 1                |                   | 1  | 4               |
| 4     | Estados Unidos  |                 | 1                |                   | 1  | 4               |
| 4     | Taipé Chinesa   |                 | 1                |                   | 1  | 4               |
| TOTAL | TOTAL           | 4               | 4                | 3                 | 11 | —               |